# وان شوفين
وان شوفين (بالصينية: 萬紹芬) (في الصينية: 万绍芬؛ من مواليد آب/ أغسطس 1930) سياسية صينية متقاعدة عملت كأمين للحزب الشيوعي لمقاطعة جيانغشي من عام 1985 وحتى عام 1988، وهي أول رئيسة للحزب على مستوى المقاطعة بجمهورية الصين الشعبية. ارتبطت حياتها المهنية ارتباطًا وثيقًا مع حياة هو يوبانغ؛ تعرضت للاضطهاد أثناء الثورة الثقافية بسبب ارتباطها بهو يويانغ، وبرزت بعد أن أصبح هو الأمين العام للحزب الشيوعي الصيني في عام 1982، وفقدت منصبها كرئيسة للحزب في جيانغشي بعد سقوطه في عام 1987.

## حياتها وعملها
وُلِدت وان في آب/ أغسطس من عام 1930 في قرية بالقرب من نانتشانغ (عاصمة مقاطعة جيانغشي). كان والداها معلمين بالمدرسة الابتدائية، ويقال إنها انحدرت من سلالة وزير دفاع عائلة سونغ الحاكمة.
درست وان الاقتصاد في جامعة تشونغ تشينغ الوطنية (جامعة نانتشانغ الآن)، حيث شاركت في الأنشطة الشيوعية السرية الواقعة في عام 1948. انضمت رسميًا إلى الحزب الشيوعي (CPC) في عام 1952 بعد تأسيس جمهورية الصين الشعبية في عام 1949، وأصبحت قائدة محلية في رابطة الشباب الشيوعي الصيني (CYL) والنقابة الرسمية. عملت أيضًا في مقاطعة شنشي -بالإضافة إلى نانتشانغ- تحت قيادة هو يوبانغ قائد رابطة الشباب الشيوعي الذي أصبح صديقها آنذاك.
تعرضت وان للاضطهاد خلال الثورة الثقافية بسبب علاقتها مع هو يوبانغ، حيث سجنت وتعرضت للتعذيب الجسدي. اتُّهِمَت بأنها من أنصار الرأسمالية واتباع القادة الذين سقطوا؛ ليو شاوقي ودنغ شياو بينغ وهو.  أعيد تأهيلها سياسيًا في عام 1974، وعادت للعمل في جيانغشي.  
اكتسبت وان أهمية كبيرة بفضل صداقتها لهو يوبانغ بعد تولي دنغ شياو بينغ السلطة وبدء عصر الإصلاح، إذ أصبح هو الأمين العام للحزب الشيوعي الصيني في عام 1982. عملت في جيانغشي على قضايا العمل والمرأة.
أصبحت وان في عام 1984 رئيسة منظمة الحزب الشيوعي في جيانغشي وعضو اللجنة الدائمة للحزب في المقاطعة.
انتخبها مؤتمر حزب جيانغشي في 16 حزيران/ يونيو عام 1985 لتكون الأمين للجنة الحزب بالمقاطعة. حظيت بالاهتمام في جميع أنحاء العالم كأول امرأة تشغل منصب قيادي على مستوى المقاطعة في جمهورية الصين الشعبية.
لم تستكمل وان فترة عملها كرئيسة للحزب في جيانغشي، ويرجع ذلك أساسًا إلى إقالة هو ياوبانغ في يناير 1987.
تركت مناصبها في جيانغشي في حزيران/يونيو عام 1988، وأصبحت لفترة قصيرة نائبة سكرتير حزب اتحاد نقابات عمال عموم الصين، وحافظت على رتبتها الإقليمية.
عُيِّنَت لتكون نائبة رئيس جبهة العمل المتحدة في كانون الأول/ديسمبر من عام 1988، وتولّت منصب المسؤول عن شؤون هونج كونج وماكاو وتايوان، حيث بقيت في هذا المنصب حتى أيلول/ سبتمبر من عام 1995. عملت ابتداءً من عام 1993 عضوًا في اللجنة الدائمة للمجلس الوطني لنواب الشعب، تم تعيينها في عام 1998 كنائبة لرئيس لجنة الشؤون الداخلية والقضائية بمجلس نواب الشعب الوطني. شغلت وان منصب الرئيس الفخري لاتحاد الصين الخيري.  

## الإرث الذي تركته
كانت وان أول رئيسة للحزب في الصين، وهي مشهورة بذلك، إذ بقيت في هذا المنصب أكثر من عشرين عامًا قبل أن تتولى امرأة أخرى -سون تشونلان- رئاسة المكتب الإقليمي في فوجيان في عام 2009.  لم تكن تجربة وان في رابطة الشباب والنقابات وعمل المرأة مناسبةً تمامًا لإدارة اقتصاد المقاطعة في عصر الإصلاح؛ فخلال فترة ولايتها، تراجع النمو الاقتصادي لجيانغشي عن المقاطعات المجاورة، وخاصةً المقاطعات الساحلية في تشجيانغ وفوجيان وقوانغدونغ. قدمت وان -من ناحية أخرى- مساهمة كبيرة في مجال عمل المرأة في مقاطعتها الأم؛ إذ وضعت خططًا هامة لتحسين حياة المرأة، وأنشأت مدارس لتدريب الكوادر النسائية، ونظمت محاضرات عامة لرفع وعي المرأة بحقوقها، وشرعت لوائح تحمي النساء والأطفال.
أصدر الاتحاد النسائي لعموم الصين في عام 1984 تعميمًا غير مسبوق يدعو الكوادر الإدارية النسائية الأخرى إلى التعلم من قيادة وان.

## حياتها الشخصية
ربت وان ابنتها كأم عزباء بعد طلاقها في أواخر الستينيات.